# 刘元仁
刘元仁（1924年2月24日—2005年4月20日）圣名若瑟，江苏启东人，天主教南京教区自选自圣主教，中国天主教主教团主席、中国天主教爱国会副主席。

## 生平
刘元仁生于启东一个天主教世家。民国35年（1946年），自海门天主教文学院修道毕业。1953年，自天主教徐汇大修院毕业。同年6月3日晋铎。1953年到1957年，在天主教海门教区文学院任教，并兼任主教秘书、主教座堂本堂神甫。1957年之后，回到启东劳动、教书。1982年，调到天主教南京教区任职，历任南京石鼓路天主堂、无锡三里桥天主堂本堂神甫，无锡总铎区总铎。1993年12月，祝圣为天主教南京教区主教（自选自圣）。1998年4月，在中国天主教第六届代表会议上，当选为中国天主教主教团主席、中国天主教爱国会副主席。他还历任江苏省天主教爱国会主任，江苏省天主教教务委员会副主任，全国政协第九届、十届常务委员，第二届中国宗教界和平委员会副主席。
2005年4月20日，刘元仁在北京病逝，享年81岁。4月28日，遗体在北京八宝山革命公墓火化，贾庆林、回良玉、刘延东等领导人前来送别。